# Харлан Володимир Пилипович
Володи́мир Пили́пович Харла́н (* 1954) — заслужений працівник сільського господарства України (1995).

## З життєпису
Народився 1954 року в селі Лапутьки (Чорнобильський район, Київська область).
Працював в колгоспі на тракторах і комбайні в Горностайполі, де й зустрів супутницю життя — Тетяну Миколаївну.
1977 року нагороджений орденом «Знак Пошани».
14 листопада 1995 року вдостоєний звання заслуженого працівника сільського господарства України.